# Шкала SAMe-TT2R2
Шкала SAMe-TT2R2 – це інструмент клінічного прогнозування якості антикоагулянтної терапії антагоністами вітаміну К (АВК, наприклад, варфарин), що вимірюється часом у терапевтичному діапазоні МНВ (ЧТД). Припускають, що вона може допомогти у прийнятті медичних рішень вибору між АВК та новими пероральними антикоагулянтами/неАВК пероральними антикоагулянтами (NOAC, наприклад, дабігатран, ривароксабан, апіксабан або едоксабан) у пацієнтів із фібриляцією передсердь (ФП). Цю шкалу можна використовувати для пацієнтів із одним і більше додатковим фактором ризику інсульту за допомогою шкали CHA2DS2-VASc, коли рекомендована або має бути розглянута пероральна антикоагулянтна терапія.
Ця шкала відображає необхідність покращеного ведення пацієнтів при використанні пероральних антикоагулянтів. Хоча лікарські засоби групи NOAC не мають необхідності моніторингу дії ліків (наприклад, моніторинг МНВ), вони мають нестабільну біодоступність і не показані пацієнтам з хронічною нирковою недостатністю або пацієнтам із заміною клапана.
У нещодавно діагностованого пацієнта з ФП лікар може уникати «випробування варфарином» (що може піддати пацієнтів підвищеному ризику інсульту на початковій фазі з неоптимальним контролем антикоагулянтної терапії) і прийняти обґрунтоване рішення. Пацієнтам, ймовірно, може підходити АВК (0-2 бали за шкалою SAMe-TT2R2) або призначення АВК, ймовірно, можу бути пов’язане з поганим контролем антикоагуляції.

## Розрахунок показника SAMe-TT2R2
| Абревіатура          | Фактор | Бали |
| -------------------- | --- | ---- |
| Sex (female)         | Жіноча стать | 1    |
| Age (<60 years)      | Вік до 60 років | 1    |
| Medical history      | Анамнез (більше, ніж два з наступних станів: артеріальна гіпертензів, діабет, коронарна хвороба, хвороба периферичних судин, серцева недостатність, ішемічний інсульт, хвороба легенів, хвороба печінки, хвороба нирок) | 1    |
| Treatment            | Лікування (препарати, що взаємодіють з АВК, наприклад, аміодарон) | 1    |
| Tobacco use          | Тутюнокуріння (протягом останніх 2-х років) | 2    |
| Race (non-Caucasian) | Етнос (не європеоїд) | 2    |

Використовується сума балів з таблиці, максимальне значення 8.

## Результати
| Підсумкові бали | Результат |
| --------------- | --- |
| 0-2             | Пацієнти ймовіно досягнуть високого часу у терапевтичному діапазоні ( >65%), лікування АВК має переваги.                           |
| >2              | Необхідно покращити знання пацієнта щодо контролю за антикоагуляційною дією АВК або обрати NOAC, які можуть бути кращим варіантом. |

## See also
- Шкала CHA2DS2-VASc

1. ↑  Proietti M, Lip G. Simple decision making between a Vitamin K Antagonist and Non-Vitamin K Antagonist Oral Anticoagulant (NOACs): Using the SAMe-TT2R2 Score. European Heart Journal - Cardiovascular Pharmac. http://ehjcvp.oxfordjournals.org/content/early/2015/03/03/ehjcvp.pvv012 [Архівовано 4 березня 2016 у Wayback Machine.]